# Філоколо
«Філоколо» (італ. Il Filocolo) — роман Джованні Боккаччо, заснований на сюжеті середньовічного ідилічного роману «Флуар і Бланшефлор». Перший великий твір автора. До класичного лицарського роману ця юнацька проза Боккаччо стоїть ближче, ніж її французьке джерело.
Філоколо — псевдонім, взятий Флоріо, який повинен означати (в перекладі з грецької) «змучений любов'ю».

## Історія створення
Боккаччо почав працювати над романом в Неаполі (очевидно, з 1338 року), а закінчив пізніше, вже виїхавши з Неаполя і значно охоловши, за твердженням академіка О. Веселовського, до задуму.

## Сюжет
Знатний римлянин Квінт Лелій Африканський, що живе в щасливому шлюбі з молодою й прекрасною дружиною Джулією Топацці, але не має дітей, дає обітницю св. Якову вирушити на поклоніння до його гробниці, якщо святий ощасливить його потомством. На шляху до святилища св. Якова вони зустрічаються з військом іспанського короля Феліче, який вирішив, що невеликий загін паломників — це передова частина нападників-римлян, що наступають на його країну. Леліо гине у битві, і через деякий час у пологах вмирає вдова.
Основний сюжет (зародження любові Флоріо і Б'янчифйоре, розлука — Флоріо їде вчитися, Б'янчифйоре продана в рабство, — пошуки, зустріч) Боккаччо залишає в недоторканності. Додана лінія Філено, суперника Флоріо, яка обривається перетворенням Філено  в струмок.

## Порівняння з джерелом
Роман є власною обробкою Боккаччо відомої в середньовічній літературі історії кохання язичника Флоріо та християнки Б'янчифйоре.
Порівняно з джерелом Боккаччо розширює історію батьків героїні, Леліо і Джулії, і доповнює сюжет приїздом Флоріо і Б'янкофйоре в Рим і їх поверненням на місце загибелі батьків. Історія Леліо і Джулії з її історичними та псевдоісторичними атрибутами, з її есхатологічною риторикою обрамляє історію Флоріо і Б'янкофйоре, яка в композиційному плані подана як велика вставна новела.